# Brown v. Board of Education National Historical Park
Die Brown v. Board of Education National Historical Park ist eine Gedenkstätte vom Typ eines National Historical Park der Vereinigten Staaten. Sie wurde am 26. Oktober 1992 in Topeka, Kansas vom Kongress der Vereinigten Staaten eingerichtet, um an die Grundsatzentscheidung Brown v. Board of Education des Supreme Court zu erinnern. Die Entscheidung beendete die Rassentrennung im öffentlichen Schulsystem der USA. Am 17. Mai 1954 hatte der Supreme Court den getrennten Unterricht für rechtswidrig und insbesondere den 14. Zusatz zur Verfassung verletzend erklärt. Dieser Zusatz garantiert allen Bürgern den „gleichen Schutz vor dem Gesetz“.
Das Gebiet umfasst die Monroe Elementary School, eine der vier Grundschulen für die schwarze Bevölkerung in Topeka, sowie angrenzende Grundstücke.
Am 13. Mai 2022 wurde die Gedenkstätte von einer National Historic Site zu einem National Historical Park umgewidmet. Dabei wurden die Summerton High School und Scott’s Branch High School in Summerton, South Carolina hinzugefügt. Von dort stammte der Prozess Briggs v. Elliott (1947–1952), der älteste Fall von fünf, die 1954 in Brown v. Board of Education zusammen entschieden wurden.

## Geschichte des Ortes
Die Geschichte der Monroe Elementary begann im Jahr 1856, als der Abolitionist John Ritchie eine Fläche von etwa 65 ha in Topeka kaufte. Nach dem amerikanischen Bürgerkrieg kamen einige nunmehr befreite ehemalige Sklaven in die Stadt und bauten hier ihre Häuser auf. Aufgrund der wachsenden schwarzen Bevölkerung beschloss die Schulbehörde, eine Schule für schwarze Kinder zu bauen. Als Grund wurde der von Ritchie ausgewählt. Erst nach dem Tod von Ritchie im Jahr 1877 wurde sein Land von der Schulbehörde gekauft.
Das heutige Gebäude ist bereits das dritte Schulgebäude auf dem Gelände an der Kreuzung zwischen Finfteenth street und Monroe street. Die erste Schule befand sich in einem kleinen gemieteten Gebäude und wurde bis 1868 genutzt. 1874 wurde ein dauerhaftes Gebäude errichtet. Im Jahr 1926 schließlich wurde das heutige Gebäude errichtet, direkt südlich des alten Gebäudes. Wie viele andere Schulen wurde sie von dem bekannten städtischen Architekten Thomas W. Williamson geplant. Sein Unternehmen, Williamson and Co., wurde von der Schulbehörde mit der Errichtung einer Reihe von fortschrittlichen Schulen betraut. Monroe Elementary School ist ein zweistöckiges Ziegel- und Kalksteingebäude im Stil der italienischen Renaissance. Beim Bau wurden die modernsten damals verfügbaren Materialien verwendet.
In einem Fernsehinterview im Jahr 2004 für den Sender PBS erinnert sich Barbara Ross, eine ehemalige Lehrerin an der Schule:

„Ich denke, es waren gute Schulen. Sie hatten qualifizierte schwarze Lehrer […] sehr qualifizierte. Viele Menschen […] nun ja, ich sage einige Menschen […] dachten, dass sich die Einrichtung, die Ausstattung und weitere Materialien in der Schule nicht mit denen in ‚weißen‘ Schulen mithalten konnten, nur weil es sich um ältere Gebäude handelte. Sie hatten die gleichen Bücher, und wir hörten darüber eine ganze Menge. Aber sie hatten die gleichen Bücher wie anderen weil viele schwarze Lehrer in den Ausschüssen mitwirkten, die die Schulbücher auswählten – die Textbücher. Daher wussten wir, dass sie die gleichen Bücher hatten. Es ist wahr – es war nicht alles in Ordnung, weil die Bedingungen in der Gemeinschaft nicht in Ordnung waren. Wir konnten nirgends hin essen gehen. Wir konnten nicht in das Theater gehen und uns irgendwo hin setzen. Wir konnten nicht in einem Apartment wohnen oder in einem Motel; wir mussten bei einer schwarzen Familie wohnen, wenn wir hier her kamen um zu unterrichten.“

Monroe war die neueste der Schulen für schwarze Schüler in Topeka. Die anderen Schulen waren Buchanan, McKinley und Washington. Washington existiert nicht mehr, die anderen Gebäude befinden sich nicht mehr im Eigentum der Schulbehörde.

## Benutzung während der 1950er
Monroe hatte ursprünglich dreizehn Klassenräume. Vom Zeitpunkt seiner Errichtung bis 1941 beherbergte das Gebäude die Klassen vom Kindergarten bis zur achten Schulstufe. Danach wurden die drei Oberstufenklassen in die junior high schools übertragen, was mehr Platz im Schulgebäude schaffte. Der Trainingsraum wurde später als Kantine genutzt, zwei der Klassenräume wurden als Lehrräume für Musik und visuellen Unterricht adaptiert.
Ein Grundstück auf der gegenüberliegenden Straßenseite wurde als Spiel- und Sportplatz genutzt. Dort wurden etwa Softball, Baseball, Leichtathletik und Football unterrichtet. Spielplätze existierten auf der Nord- und der Südseite des Gebäudes.

## Wechselnde Eigentümer
Aufgrund zurückgehender Schülerzahlen wurde die Schule 1975 geschlossen. Das Gebäude wurde zuerst als Lager genutzt, der Parkplatz wurde zum Parken und zur Wartung der Schulbusse verwendet. Schließlich wurden die Schule samt den Grundstücken an Private verkauft und verblieb dort für 15 Jahre. Richard Appelhans und Richard L. Plush, Jr. planten, das Gebäude in ein Bürogebäude oder eine Privatschule umzuwandeln, verkauften es allerdings im Jahr 1982. Der neue Eigentümer war die Kirche der Nazarenen, die das Gebäude als Gemeindezentrum nutzten. Im Mai 1987 erhielt der Ort unter der Bezeichnung Sumner Elementary School/Monroe Elementary School den Status einer National Historic Landmark zuerkannt. 1988 wurde das Gebäude an Mark A. Steuve weiterverkauft und wieder als Lager verwendet. Im Jahr 1990 kündigte er an, das Gebäude verkaufen zu wollen.
Die Brown Foundation versuchte zu verhindern, dass die Schule verkauft werden würde. Nach einer Reihe von Briefkampagnen und Treffen mit Politikern sowie dem Trust for Public Land konnte die Schule gerettet werden. Der Trust kaufte die Schule 1991. Am 26. Oktober 1992 genehmigte der damalige Präsident George H. W. Bush die Brown v. Board of Education National Historic Site. 1993 wurde der National Park Service mit der Versorgung der Stätte beauftragt.